# Соколов, Тимофей Михайлович
Тимофей Михайлович Соколов (1783—1865) — русский военный врач, штаб-лекарь, статский советник. Участник Отечественной войны 1812 года.

## Биография
В 1800 году окончил Санкт-Петербургскую медико-хирургическую академию, выпущен был лекарем по военному министерству.
В 1810 году пожалован был в титулярные советники и званием штаб-лекаря. В 1812 году пожалован в коллежские асессоры.
Участник Отечественной войны 1812 года как старший лекарь II класса 1-й гренадерской артиллерийской бригады 3-го пехотного корпуса 1-й Западной армии. Участвовал в сражениях при Витебске, Смоленске, Бородино, Тарутино, Малоярославце и Красным. За боевые отличия он был пожалован орденом Святого Владимира 4-й степени с мечами и бантом.
В 1820 году произведён в коллежские советники, 12 января 1829 года высочайше произведён был в статские советники с назначением штаб-лекарем Санкт-Петербургского Охтинского порохового завода.

## Награды
- Орден Святого Владимира 4-й степени с мечами и бантом
- Орден Святого Станислава 2-й степени
- Орден Святой Анны 2-й степени
- Серебряная медаль «В память Отечественной войны 1812 года»
- Медаль «За взятие Парижа»
- Знак «XL»

## Семья
Дети:
- Анна — замужем за генерал-лейтенантом Николаем Цытовичем
- Владимир (1830—1890) — русский композитор и певец